# تارگانگتسه
تارگانگتسه (به لهستانی:  Targanice) یک روستا در لهستان است که در گمینا اندرخوو واقع شده‌است. تارگانگتسه ۳٬۸۶۰ نفر جمعیت دارد.